# Herbertus oblongifolius
Herbertus oblongifolius là một loài rêu tản trong họ Herbertaceae. Loài này được (Stephani) Gradst. & Cleef miêu tả khoa học lần đầu tiên năm 1977.